# Love Jihad
Love Jihad (wörtlich: "Liebesdschihad") ist eine in Indien verbreitete islamfeindliche Verschwörungstheorie. Sie wird dort vorwiegend von rechtsextremen Hindutva-Aktivisten und Politikern vertreten. Anhänger der Theorie behaupten, muslimische Männer würden versuchen Hindu-Frauen zum Islam zu bekehren, und zwar durch Verführung, Vortäuschung von Liebe, Täuschung, Entführung oder Heirat. Dieses Komplott wird als Teil einer größeren Verschwörung angesehen, mit der Muslime versuchen würden, einen "demografischen Krieg" gegen Hindus zu führen und Indien zu Islamisieren. Die Theorie weist damit Ähnlichkeiten mit der unter Rechtsextremen in Europa verbreiteten Theorie des Großen Austauschs auf.
In Indien machen Muslime knapp 14 % und Hindus knapp 80 % der Bevölkerung aus. Verschwörungstheorien und interkonfessionelle Gewalt haben auf dem indischen Subkontinent eine lange Vorgeschichte und seit der Teilung Indiens kam es immer wieder zu Ausschreitungen zwischen Muslimen und Hindus. Interkonfessionelle Ehen sind in Indien selten und sozial nicht akzeptiert. Über drei Viertel der Bevölkerung lehnten sie in Umfragen ab. 2009 kam es erstmals zu einem mit "Love Jihad" in Verbindung stehendem Fall, als zwei junge Frauen in Kerala, eine Hinduistin, die andere Christin, mit ihren muslimischen Freunden durchbrannten, denen sie auf dem College begegnet waren. Die Familien beschlossen, Anzeige wegen Entführung zu erstatten, und die beiden Paare wurden von der örtlichen Polizei verhaftet. Vor Gericht änderten die jungen Frauen die Gründe für ihre Flucht und beschuldigten die beiden Männer, sie gewaltsam entführt zu haben und zu versuchen, sie zu konvertieren. Der zuständige Richter sprach von einem "Love Jihad", auch wenn der Kerala High Court die Untersuchung später einstellte.
In der Folgezeit gewann die Vorstellung, dass Muslime hinduistische Frauen entführen und zum Islam konvertieren würden, besonders im armen und rückständigen nördlichen Bundesstaat Uttar Pradesh an Popularität und begünstigte den Aufstieg der hindunationalistischen Bharatiya Janata Party. In den Medien der Hindunationalisten wurde die Verschwörungstheorie häufig erwähnt und so weiterverbreitet. Auch in den sozialen Medien wurden Gerüchte gestreut. Die Theorie führte zur Belästigung interkonfessioneller Paare, zu zahlreichen Morden und zu Ausschreitungen. 2013 wurde ein Mädchen aus der hinduistischen Jat-Gemeinschaft angeblich von einem muslimischen Jugendlichen im Dorf Kawal belästigt. Als Vergeltung töteten die hinduistischen Verwandten des Mädchens den Jugendlichen namens Shahnawaz Qureshi. Die beiden Brüder wurden von einem muslimischen Mob gelyncht, als sie versuchten zu fliehen. Es kam zu schweren Ausschreitungen im Distrikt Muzaffarnagar, bei denen knapp 50 Menschen ums Leben kamen.
In Uttar Pradesh wurde 2020 unter dem zum Chief Minister gewählten fundamentalistischen Hindumönch Yogi Adityanath ein erstes Gesetz gegen "Love Jihad" verabschiedet. Zahlreiche weitere Staaten folgten später mit ähnlichen Gesetzen. Dadurch wurden interkonfessionelle Ehen erschwert und die Beweislast meist auf den Beschuldigten gelegt, dass es sich nicht um eine "Entführung" handelt. Es wurde von Fällen im Land berichtet, bei denen Gerichte freiwillig geschlossene Ehen verhindert haben sollen. Fanatisierte Hindu-Gruppen bedrohten und belästigten muslimische Partner von Hindu-Frauen, um Ehen zu verhindern und Frauen zu "beschützen".  In einigen Fällen im Verbund mit den Familien der Frauen, welche derartige interkonfessionelle Beziehungen ablehnten. Interkonfessionelle Paare mussten auch untertauchen, wenn sie bedroht wurden. Im Jahre 2022 wurde der 24-jährige Arbaaz Aftab Mullah in Karnataka getötet und seine Leiche zerstückelt, weil er eine Beziehung zu einer Hindu-Frau gehabt haben soll.
Als Reaktion auf die angebliche Verschwörung des Love Jihad haben Mitglieder der Rashtriya Swayamsevak Sangh erklärt, dass sie eine Kampagne des Reverse Love Johad ("Umkehrung des Liebesdschihads") gestartet haben, um Hindu-Männer mit muslimischen Frauen zu verheiraten. Aus verschiedenen Teilen von Uttar Pradesh wurden Fälle im Zusammenhang mit diesem Vorhaben gemeldet, bei denen es zu Vergewaltigungen und Entführungen muslimischer Frauen kam. Noch minderjährige Frauen wurden zwangskonvertiert und mit Hindu-Männern verheiratet. Die Täter waren Anhänger radikaler Hindu-Gruppen, die auch Verbindungen zum Chief Minister Adityanath aufweisen sollen. Adityanath hatte öffentlich verkündet: "Wenn ein Hindu-Mädchen konvertiert, werden wir 100 muslimische Mädchen konvertieren". Zwischen 2014 und 2016 soll es zu knapp 400 Entführungen allein im Distrikt Kushinagar gekommen sein.
Im benachbarten Myanmar wurde die Verschwörungstheorie von der buddhistisch-nationalistischen 969-Bewegung als Vorwurf der Islamisierung buddhistischer Frauen übernommen und von der Tatmadaw als Rechtfertigung für die Verfolgung der Minderheit der Rohingya verwendet.